# Штурм Нового Карфагена
Штурм Нового Карфагена (209 год до н. э.) — штурм римскими войсками под командованием Публия Корнелия Сципиона Младшего крепости Новый Карфаген, столицы карфагенской Испании. Стал одним из важнейших событий на испанском театре военных действий Второй Пунической войны.

## Предыстория
В 211 году до н. э. обе римские армии под командованием Публия и Гнея Корнелиев Сципионов были разгромлены. Оставшиеся в живых были вынуждены отступить за Эбро. Попытка карфагенян довершить разгром римлян не удалась: римляне под командованием Луция Марция Септима внезапно напали на лагерь одной из трёх карфагенских армий. Карфагеняне не стали атаковать римлян и отступили на зимние квартиры.
Сенат приказал претору Гаю Клавдию Нерону возглавить Испанскую армию. Он отплыл из Путеол, высадился в Тарраконе и принял на себя командование объединёнными силами. Позже ему удалось запереть армию Гасдрубала Барки в ущелье Чёрных Камней, находившемся на южном берегу Эбро. Гасдрубал, поняв безвыходность своего положения, пообещал Нерону отступить из Испании. Нерон назначил ему точную дату выхода войск, но Гасдрубал начал тянуть, прикрываясь религиозными запретами. Дождавшись туманного дня, он скрылся, обманув римлян. Нерон пробыл в своей должности до конца 211 года до н. э.
В Риме сенат поставил вопрос о назначении командующего Испанской армией в ранге проконсула. Свою кандидатуру выставил Публий Корнелий Сципион Младший, сын погибшего в Испании Публия Корнелия Сципиона Старшего. Решением сената он был назначен командующим. До этого он не занимал государственных должностей: он не был ни консулом, ни претором. Новый командующий отплыл из Остии и взял курс на Эмпорион. В Тарраконе он соединился с войсками Клавдия Нерона.
В начале 209 года до н. э. к Сципиону прибыл пропретор Марк Юний Силан, ставший его заместителем. Публий оставил ему несколько тысяч солдат и приказал охранять левый берег Эбро, а сам с 25 тысячами пехотинцев и 2500 всадников переправился через реку. Он узнал от разведчиков, что Гасдрубал, сын Гискона, со своим войском находится возле Гадеса, Магон — в окрестностях Кастулона, а Гасдрубал Барка — в Новой Каталонии. Все они находились далеко от Нового Карфагена, столицы карфагенской Испании. Поэтому Сципион двинулся на этот город. Своим планом он поделился с начальником флота Гаем Лелием и приказал ему плыть к Новому Карфагену. Через семь дней и армия Сципиона, и флот Лелия были у Нового Карфагена.
Новый Карфаген считался неприступным городом. Окружённый высокими крепостными стенами, он располагался на узком полуострове, к югу от которого был залив, а к северу — неглубокая лагуна. Сципион разбил лагерь к востоку от города, римский флот встал рейдом в заливе к югу от Нового Карфагена. На северной крепостной стене защитников было меньше всего. Сципион узнал от местных рыбаков, что лагуна не глубока, а по вечерам мелеет.

## Штурм
Утром Сципион атаковал крепость с востока и был отбит с большими потерями. Тогда он дождался вечера, когда лагуна начала мелеть, и отправил часть войска форсировать реку вброд через лагуну. Они вскарабкались на крепостную стену, на которой не было войск. С востока римляне атаковали стены крепости и ворвались в ворота. Цитадель сдалась на милость победителям.